# Tornbladinstitutet

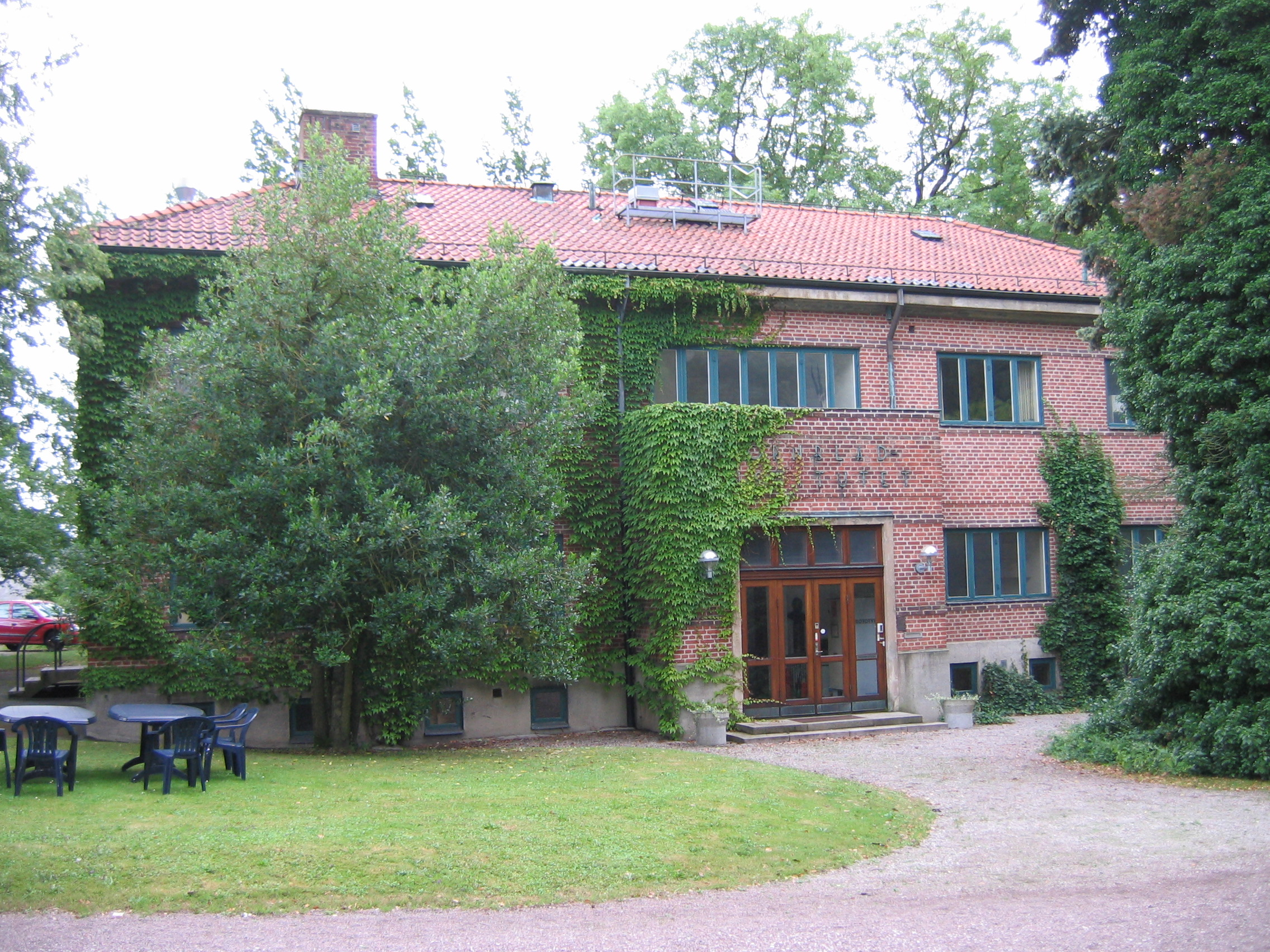
Tornbladinstitutets lokaler vid Biskopsgatan.

Tornbladinstitutet (numera Tornbladshuset) är ett forskningsinstitut vid Lunds universitet. Det hyser sedan december 2019 forskargrupper från Institutionen för laboratoriemedicin och Institutionen för kliniska vetenskaper.

## Historik
Institutet har sin uppkomst i en donation 1931 av hotelldirektören Hjalmar Tornblad och dennes maka Karin. Syftet med donationen var att bättre kunna tillvarataga de stora embryologiska samlingar som Tornblads vän, anatomiprofessorn Ivar Broman, under sin karriär samlat ihop. Det på donationen grundade institutet invigdes 1934 i en nybyggnad snett emot dåvarande Anatomiska institutionen vid Biskopsgatan. Enligt donationsbrevet skulle professor Broman oberoende av ålder kvarstå som institutets föreståndare så länge han önskade, och gjorde så till sin död 1946 då han efterträddes av anatomiprofessorn Gösta Glimstedt. Denne förordade dock redan samma år att en särskild tjänst som professor i embryologi borde tillsättas för att leda institutet. Trots principiellt bifall från de medicinska högskolornas organisationskommitté dröjde det ända till 1965 innan regeringen tilldelade docenten Bengt Källén en personlig professur i detta ämne. Källén övertog därvid också föreståndarskapet för institutet. 
Institutet fick med tiden ställning som egen institution och bytte då namn till Embryologiska institutionen, men det ursprungliga namnet återtogs 1995. I samband med att Anatomiska institutionen detta år lades ned överfördes viss forskningsverksamhet därifrån till institutet. Sedan den stora omorganisationen av medicinska fakulteten vid Lunds universitet årsskiftet 2004/05 utgör institutet en del av den nybildade storinstitutionen för kliniska vetenskaper i Lund.
Institutets samlingar var länge hotade på grund av eftersatt underhåll, men Källén arbetade kvar vid institutet i över 20 år efter sin pension tills en restaurering av dessa samlingar beslutades 2016 och påbörjades 2017.